# 乾華溪
乾華溪，又稱阿里磅溪，位於台灣北部之縣市管河川，幹流長度12.10公里，流域面積10.03平方公里，分佈於新北市石門區。主流發源於石門區乾華里竹子山北峰北側山谷，向北流經頭股、下角、阿里磅、阿里磅坑頭，最終於石門十八王公廟東側注入東海。